# Alferes João da Rocha Pires
Alferes João da Rocha Pires (Porto da Folha, 4 de janeiro de 1692 — Estrela de Alagoas, 25 de dezembro de 1776) foi um sesmeiro e militar brasileiro, detentor de uma sesmaria onde nasceram alguns municípios sertanejos do Estado de Alagoas, como Cacimbinhas e Estrela de Alagoas.
Havia vivido na então Vila de Porto da Folha, Comarca de Sergipe, Capitania da Bahia, até 1750, casado com sua esposa, Thomásia de Souza, hexaneta de Tomé de Souza, 1º Governador-Geral do Brasil, ano em que comprou uma sesmaria de vinte e três léguas quadradas de terras ao irmão do fundador do município pernambucano Manuel da Cruz Vilela. Assentou-se no âmbito de suas terras juntamente com sua esposa e quatro filhos: Vitoriana da Rocha Pires de Souza, Bárbara da Rocha Pires de Souza, Ignácia da Rocha Pires de Souza e Félix da Rocha Pires de Souza.
O lugarejo onde fixou residência foi denominado "Sítio Santa Cruz". Por consequência das relações de seus filhos, a povoação foi crescendo. Ali se ergueu a Capela de Nossa Senhora das Brotas, por causa da devoção intensa do casal Alferes João da Rocha Pires e Thomásia de Souza, em 1771.

## Parentescos
- É avô dos fundadores de Cacimbinhas, Maurício Pereira da Rocha Pires e Quitéria Tavares da Rocha;[1]
- É avô de Rita da Rocha Pires e Souza, esposa de Félix de Souza Negrão, fundador de Minador do Negrão;[1]
- É ascendente do escritor Graciliano Ramos de Oliveira;[4]
- É ascendente dos deputados estaduais de Alagoas Geraldo Sampaio e Humberto Correia Mendes;
- É ascendente do governador Álvaro Correia Paes, de Alagoas;
- É heptavô da escritora Darcy Duarte de Amorim;[1]
- É ascendente dos prefeitos de Palmeira dos Índios Coronel Clarindo Correia de Amorim e José Caetano de Moraes Filho;
- É ascendente do vereador, prefeito de Cacimbinhas e de Palmeira dos Índios e deputado estadual Robson Tavares Mendes.